# Clapra asthenoides
Clapra asthenoides là một loài bướm đêm trong họ Noctuidae.